# Mesánquilo

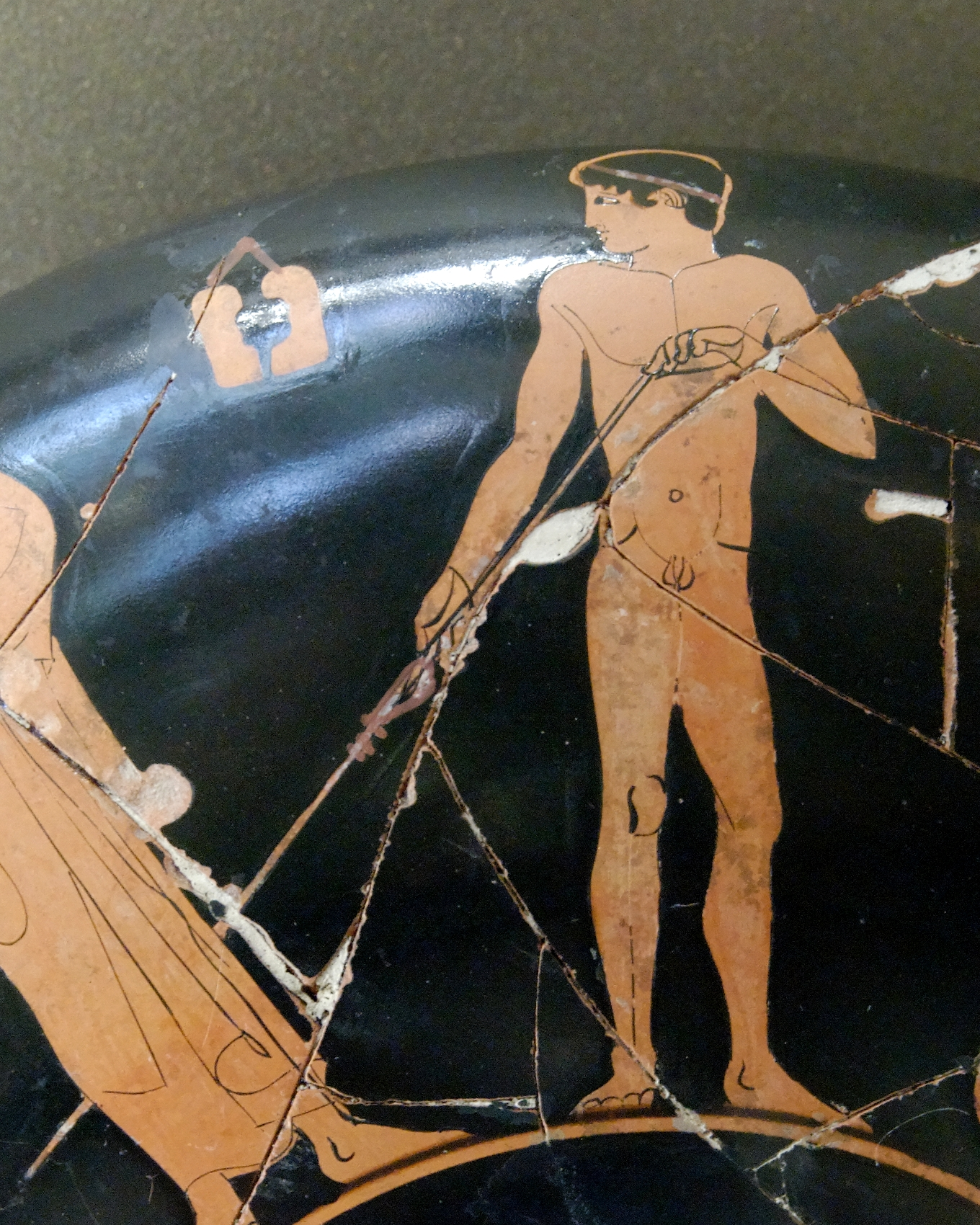
Lanzador de mesánquilo griego, con la tira de cuero claramente visible en su mano derecha.

El mesánquilo (en griego: μεσάγκυλον ‘correa central’) era una jabalina con una correa (en griego: ἀγκύλη) en el centro para propulsarla. La existencia de la correa añadía recorrido al movimiento de propulsión, y por tanto más alcance a la jabalina, y además le imprimía un movimiento de giro que le daba estabilidad en el aire.
Su nombre se atestigua, entre otros, en las obras de Eurípides, Polibio y Arriano. Es una de las armas usadas en la falange experimental de Alejandro Magno.